# MacPherson-fjädring

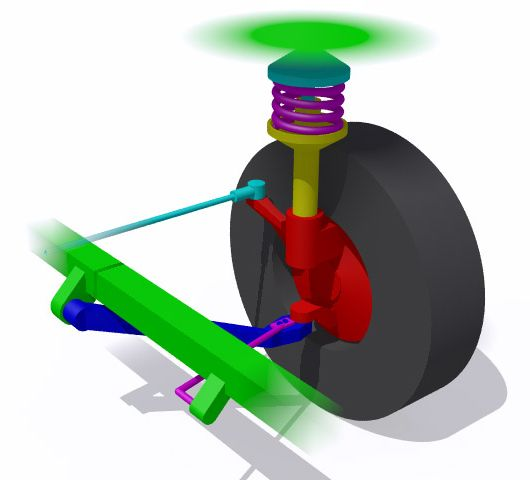
En enkel MacPherson fjäderbensupphängning på vänster framhjul på ett bakhjulsdrivet fordon. Fordonets framsida är längst ner till höger på bilden.
Övre grön: Gränssnitt mellan fordonskaross och fjäderben
Röd: Styrspindel eller navhållare
Blå: Nedre styrarm eller styrarm
Ljusblå: Styrväxelstag eller styrstag
Nedre lila: Radiestång
Övre lila: Spiralfjäder
Gul: Rörformigt hus som innehåller stötdämpare eller dämpare
Nedre grön: Fordonsram eller enhetsdel.

MacPherson-fjädring är en konstruktion för hjulupphängning, där stötdämparen är integrerad i hjulspindeln. Den används ofta i framhjulsupphängningen på moderna fordon. 

## Historik
Earle S. MacPherson utsågs till chefsingenjör för Chevrolets Light Car-projekt 1945. Han fick i uppdrag att utveckla en ny, mindre bil för den omedelbara efterkrigsmarknaden, ett försök som ledde till Chevrolet Kadett.
Kadett blev ett banbrytande fordon och de tre prototyperna som hade byggts 1946 visade ett brett utbud av innovationer. En av dessa var ett revolutionerande nytt oberoende fjädringssystem som innehöll vad som nu är känt som ett MacPherson fjäderben. Kadetten var planerad att vara det första produktionsfordonet med MacPherson-fjädrar, men projektet avbröts 1947 och kom aldrig till kommersiell produktion. Detta berodde till stor del på General Motors (GM) oro över Kadettens prognostiserade vinstmarginaler.
Efter att Kadettprojektet lagts på hyllan lämnade en missnöjd MacPherson GM för att börja arbeta vid Ford. Patent lämnades in 1947 (US-patent 2 624 592 för GM) och 1949 (US-patent 2 660 449 för Ford), med det senare patentet hänvisande till mönster av Guido Fornaca från Fiat i mitten av 1920-talet.
MacPhersons nya fjäderbensdesign kan ha hämtat inspiration från andra tidigare konstruktioner också. Fjäderbensupphängningen av förkrigstidens Stout Scarab kunde ha påverkat, och långväga fjäderben i flygplanslandningsställ var välkända vid den tiden. Den franska Cottin-Desgouttes använde en liknande konstruktion, om än med mindre sofistikerade bladfjädrar, men Cottin - Desgouttes framhjulsupphängning inspirerades i sin tur av en konstruktion från 1904 av den amerikanske ingenjören J. Walter Christie.
MacPherson konstruerade fjäderbenet för alla fyra hjulen, men det används normalt endast för den främre fjädringen, där den ger såväl en styrtapp som en fjädringsmontering för hjulet.
Den första produktionsbilen som använde MacPherson fjäderben anges ofta felaktigt som den franska Ford Vedette från 1949, men den utvecklades före MacPherson, med en oberoende främre fjädring baserad på dragben och en övre spiralfjäder. Först 1954, efter att Vedette-fabriken hade köpts av Simca, gick den reviderade Simca Vedette över till att använda främre fjäderben.
Efter MacPhersons ankomst till Ford var den första produktionsbilen med MacPherson fjäderben den brittiskbyggda 1950 Ford Consul och den senare Zephyr.
Konstruktionen kan användas både till fram- och bakhjulsupphängning, men finns framförallt i framvagnen, där den byggs ihop med styrleden. Bakhjulsupphängning med liknande konstruktion kallas Chapmanfjädring.

## Konstruktion
MacPherson fjäderben gynnades av introduktionen av självbärande  karosskonstruktion (unibody), eftersom dess utformning kräver betydande vertikalt utrymme och ett starkt toppfäste, vilket unibody-konstruktion kan ge. Unibody-konstruktion fördelar även fjädringspåkänningar. Fjäderbenet kommer vanligtvis att omfatta både spiralfjädern, på vilken kroppen är upphängd, och stötdämparen, som vanligtvis är i form av en patron monterad inuti staget (se coilover). Fjäderbenet kan också ha styrarmen inbyggd i den nedre yttre delen. Hela monteringen är mycket enkel och kan förmonteras till en enhet. Dessutom möjliggör elimineringen av den övre kontrollarmen mer bredd i motorrummet, vilket är användbart för mindre bilar, särskilt med tvärmonterad motor, som de flesta framhjulsdrivna fordon har. Monteringen kan förenklas ytterligare, om det behövs, genom att ersätta radiearmen med en krängningshämmare (torsionsstav). Av dessa skäl har de blivit nästan allestädes närvarande hos lågpristillverkare. Dessutom erbjuder den en enkel metod att ställa in upphängningsgeometri.
Fjäderbenet tar betydligt mindre plats än en vanlig hjulupphängning, med separat fastsättning av fjäder och stötdämpare. Detta gör att småbilar och bilar i mellanklassen får betydligt större utrymme inne i bilen. MacPherson fjäderben är mycket vanliga på moderna personbilar, just på grund av dess lättillverkade och platsbesparande konstruktion. BMW X5, Lada Niva och Honda S2000 är tre exempel på bilar som inte har MacPherson.